# Добенсанд
Добенса́нд (фр. Daubensand) — коммуна на северо-востоке Франции в регионе Гранд-Эст (бывший Эльзас — Шампань — Арденны — Лотарингия), департамент Нижний Рейн, округ Селеста-Эрстен, кантон Эрстен.
Площадь коммуны — 3,87 км², население — 370 человек (2006) с тенденцией к стабилизации: 364 человека (2013), плотность населения — 94,1 чел/км².

## Население
Население коммуны в 2011 году составляло 369 человек, в 2012 году — 366 человек, а в 2013-м — 364 человека.
| 1962 | 1968 | 1975 | 1982 | 1990 | 1999 | 2006 | 2008 | 2011 | 2012 | 2013 |
| ---- | ---- | ---- | ---- | ---- | ---- | ---- | ---- | ---- | ---- | ---- |
| 173  | 159  | 162  | 247  | 299  | 367  | 370  | 374  | 369  | 366  | 364  |

Динамика населения:

## Экономика
В 2010 году из 257 человек трудоспособного возраста (от 15 до 64 лет) 192 были экономически активными, 65 — неактивными (показатель активности 74,7 %, в 1999 году — 76,6 %). Из 192 активных трудоспособных жителей работали 182 человека (96 мужчин и 86 женщин), 10 числились безработными (четверо мужчин и 6 женщин). Среди 65 трудоспособных неактивных граждан 18 были учениками либо студентами, 32 — пенсионерами, а ещё 15 — были неактивны в силу других причин.